# Noctilien

Logo de Noctilien.

Noctilien es la denominación del servicio de autobús nocturno de la región Île-de-France gestionado por el Sindicato de transportes de la Île de France (STIF) y explotado por la RATP.

## Historia
Noctilien remplaza desde la noche del 20 al 21 de septiembre de 2005 el servicio Noctambus proponiendo un mayor número de líneas y recorridos que responden mejor a las necesidades de transporte urbano e interurbano durante la noche.
En lugar de un centro común donde convergen todas las líneas (Châtelet hasta entonces), Noctilien propone líneas de periferia a periferia o líneas París-periferia que parten de cuatro de las grandes estaciones de ferrocarril: Gare de l'Est, la Gare de Lyon, Gare Montparnasse y Gare Saint-Lazare. Estos cuatro puntos están conectados entre sí por una línea circular.
Como Transilien y Mobilien, Noctilien recuerda el adjetivo que hace referencia a todo lo perteneciente a la Île-de-France (francilien).
El servicio fue reforzado la noche del 9 al 10 de diciembre de 2006 con 7 nuevas líneas y la prolongación de una de ellas. Igualmente fue reforzado el 9 de diciembre de 2007 para cubrir la estación de Ermont-Eaubonne.
Noctilien cuenta en julio de 2009 un total de 48 líneas de autobús que funcionan de las 0:30 a las 5:30 en París y casi toda la Île-de-France (área metropolitana próxima y alejada). La red se compone de 2 líneas circulares entre todas las estaciones de ferrocarril, 38 líneas radiales que parten de una estación de ferrocarril hacia la periferia, 6 líneas transversales que unen dos puntos de la periferia atravesando París y 2 líneas periféricas sin atravesar París.
Estas líneas son usadas por tres categorías de población entre los no motorizados:
- Trabajadores con turno de noche.
- Jóvenes que salen por la noche.
- Personas que no usan su vehículo privado por diversos motivos.

## Atribución de los números de línea
Las líneas con un número de 2 cifras son explotadas por la RATP, dan servicio a París y el área urbana cercana de tipo "omnibús", y efectúan gran número de paradas. Las líneas con un número de 3 cifras son explotadas por la SNCF (excepto N122 y N153) y cubren el área metropolitana más alejada con servicios directos o semidirectos.
Cada número está precedido de la letra N de Noctilien y después un número propio de 2 o 3 cifras:
- 0 en las decenas corresponde a una línea circular
- 1 en las decenas corresponde a una línea transversal
- 2 en las decenas corresponde a una línea radial con cabecera Paris-Châtelet
- 3 en las decenas corresponde a una línea radial con cabecera Paris-Gare de Lyon
- 4 en las decenas corresponde a una línea radial con cabecera Paris-Gare de l'Est
- 5 en las decenas corresponde a una línea radial con cabecera Paris-Gare de Saint-Lazare
- 6 en las decenas corresponde a una línea radial con cabecera Paris-Gare Montparnasse
- 1 en las centenas marca una línea radial de larga distancia dentro de la región.
- La cifra de las unidades es aleatoria (de 1 a 6 por ahora)

No hay ninguna relación con la nomenclatura de la antigua red Noctambus.
La línea N71 realiza el mismo recorrido que la línea TVM por el día.